# Centrální údolí (Kostarika)

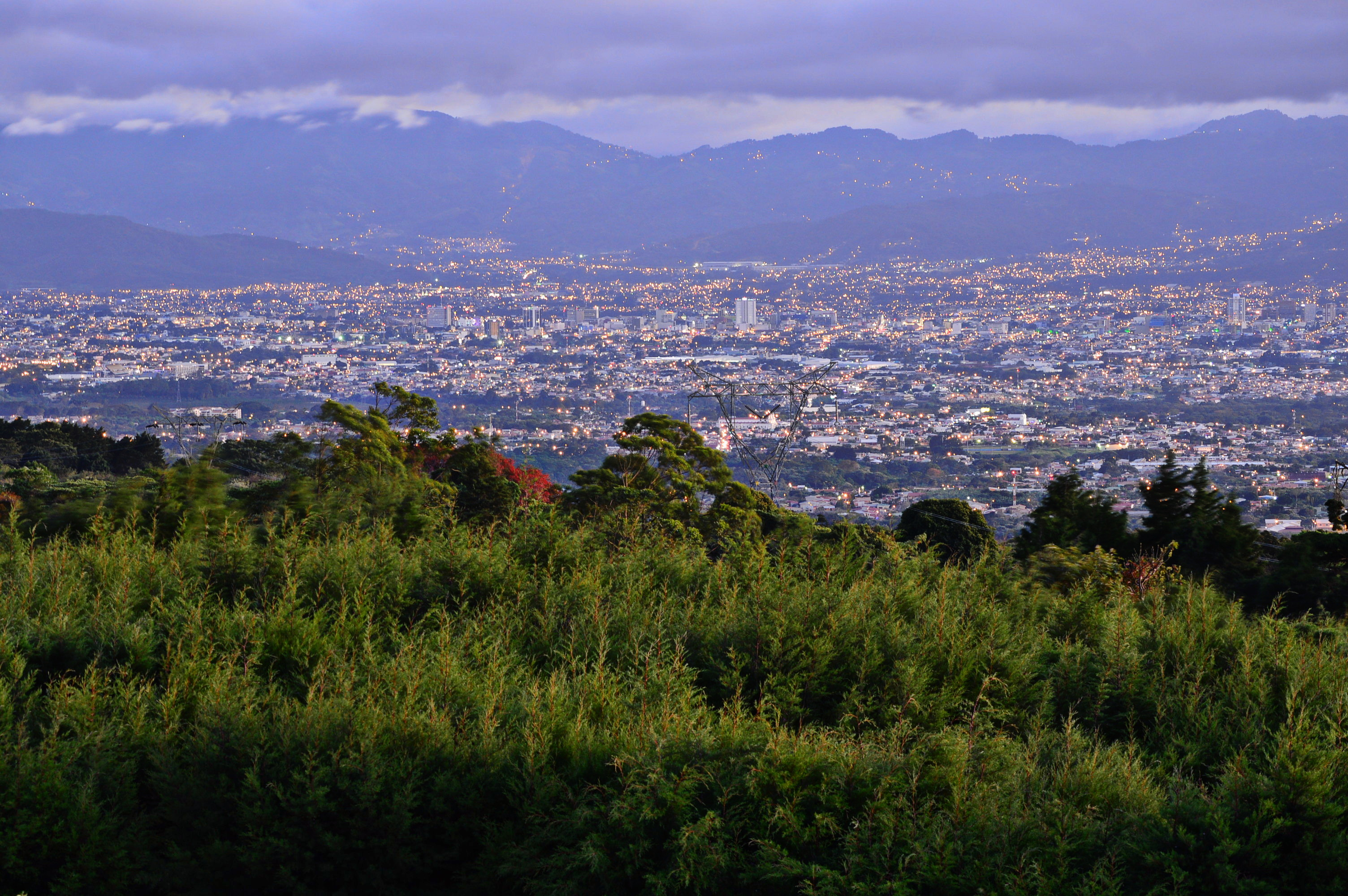
Centrální údolí

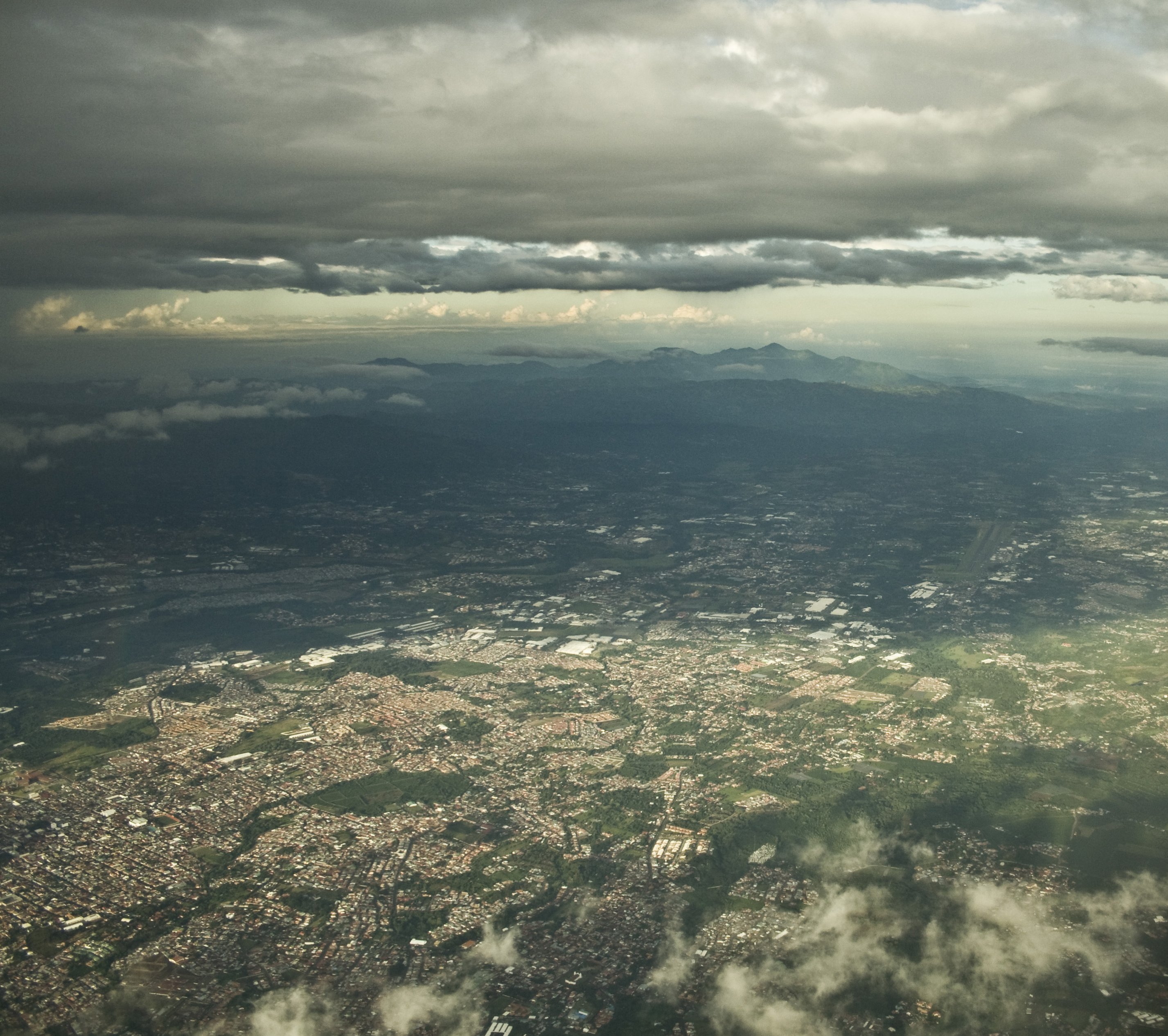
satelitní snímek údolí

Centrální údolí (španělsky Valle Central) je rozsáhlé údolí v centrální části Kostariky. V údolí se nacházejí největší kostarická města – San José, Cartago, Heredia a Alajuela, žijí zde necelé dvě třetiny veškerého obyvatelstva Kostariky. Jedná se o nejvíce urbanizovaný, zalidněný a ekonomicky nejaktivnější region Kostariky. 
Nachází se mezi pohořími Cordillera de Talamanca, Cordillera Central, hlavní řekou odtékající z údolí je Tárcoles. Nadmořská výška se pohybuje od 800 m n. m. (nejnižší místo) až k 2 100 m n. m. (vrchol Las Nubes de Coronado). Telpoty oscilují mezi 14 a 35 stupni Celsia. 